# Parafia św. Brata Alberta Chmielowskiego w Kaliszu
Parafia Świętego Brata Alberta Chmielowskiego – rzymskokatolicka parafia w dekanacie Kalisz I. Erygowana w dniu 1 sierpnia 2016 roku przez biskupa kaliskiego Edwarda Janiaka.